# Liberian Girl
Liberian Girl là đĩa đơn thứ chín và cũng là cuối cùng của ca sĩ người Mỹ Michael Jackson trích từ album phòng thu thứ 7 của ông Bad (1987). Nó được sáng tác vào năm 1983 và dự định phát hành trong album Victory (1984) của The Jacksons. Đây là bài hát ông thể hiện tình cảm với người bạn thân Elizabeth Taylor. Video của bài hát có sự tham gia của rất nhiều nghệ sĩ nổi tiếng, và đã xuất hiện trong nhiều ấn phẩm video của Jackson như: HIStory on Film, Volume II và Michael Jackson's Vision.

## Danh sách bài hát
- Đĩa 7"

1. "Liberian Girl" (chỉnh sửa) – 3:40
2. "Girlfriend" – 3:05

- Đĩa 12"

1. "Liberian Girl" (chỉnh sửa) – 3:40
2. "Get on the Floor" – 4:44
3. "Girlfriend" – 3:05

- Đĩa CD

1. "Liberian Girl" (chỉnh sửa) – 3:40
2. "Girlfriend" – 3:05
3. "The Lady in My Life" – 5:00
4. "Get on the Floor" – 4:44

## Xếp hạng
| Bảng xếp hạng (1989)         | Vị trí cao nhất |
| ---------------------------- | --------------- |
| Australian Singles Chart     | 50              |
| Dutch Singles Chart          | 14              |
| French Singles Chart         | 15              |
| Irish Singles Chart          | 1               |
| Swiss Singles Chart          | 12              |
| UK Singles Chart             | 13              |
| Bảng xếp hạng (2009)         | Vị trí cao nhất |
| French Digital Singles Chart | 34              |
| Swiss Singles Chart          | 36              |
| UK Singles Chart             | 86              |